# Edvin Becirovic
Edvin Becirovic, född 29 mars 2000, är en svensk fotbollsspelare som spelar för Gais i Allsvenskan. 

## Klubblagskarriär
Edvin Becirovics moderklubb är Anderstorps IF, vilka han A-lagsdebuterade för som 15-åring. Året därpå skrev Becirovic på för IFK Värnamo.
De första åren i IFK Värnamo spenderades i klubbens akademi. Den 28 juni 2019 fick en 19-årig Becirovic debutera för IFK Värnamo i Ettan Södra. I 1-1-matchen mot Assyriska IK fick Becirovic chansen från start och tackade för förtroendet genom att göra mål direkt. Innan debuten hade han aldrig suttit på bänken i A-laget. Omedelbart efteråt blev Becirovic dock en given startspelare, och kom att göra mål i sina fyra första matcher.
Säsongerna 2020 och 2021 blev succéfyllda för IFK Värnamo. De vann först Ettan Södra och följde sedan upp det med att som nykomling vinna Superettan. Edvin Becirovic fick gott om speltid under de bägge säsongerna, även om han inte var given i startelvan, och noterades för 11 mål på 41 matcher. I december 2021 skrev Becirovic på ett nytt tvåårskontrakt med Värnamo.
Becirovic fick dock allt mindre speltid i Värnamo, och i samband med Gais uppgång till Allsvenskan 2024 anslöt han till klubben med ett tvåårskontrakt. Becirovic hade en tuff säsong i Gais; under våren råkade han ut för flera sjukdomar och skador, och när han väl var skadefri fick han sällan chansen. Han fick dock alltmer speltid under hösten, och gjorde sitt första allsvenska mål för Gais i säsongens sista match, då han slog in segermålet 2–1 mot IK Sirius.

## Statistik
| Klubb              | Säsong             | Liga                           | Liga    | Liga | Nationell cup | Nationell cup | Internationell cup | Internationell cup | Övrigt  | Övrigt | Totalt  | Totalt |
| Klubb              | Säsong             | Division                       | Matcher | Mål  | Matcher       | Mål           | Matcher            | Mål                | Matcher | Mål    | Matcher | Mål    |
| ------------------ | ------------------ | ------------------------------ | ------- | ---- | ------------- | ------------- | ------------------ | ------------------ | ------- | ------ | ------- | ------ |
| Anderstorps IF     | 2015               | Division 4 Elit Västra Småland | 1       | 0    | -             | -             | -                  | -                  | -       | -      | 1       | 0      |
| Anderstorps IF     | 2016               | Division 4 Elit Västra Småland | 5       | 0    | -             | -             | -                  | -                  | -       | -      | 5       | 0      |
| Anderstorps IF     | Totalt             | Totalt                         | 6       | 0    | -             | -             | -                  | -                  | -       | -      | 6       | 0      |
| IFK Värnamo        | 2019               | Ettan Södra                    | 16      | 5    | 1             | 0             | -                  | -                  | -       | -      | 17      | 5      |
| IFK Värnamo        | 2020               | Ettan Södra                    | 19      | 6    | 0             | 0             | -                  | -                  | -       | -      | 19      | 6      |
| IFK Värnamo        | 2021               | Superettan                     | 22      | 5    | 1             | 1             | -                  | -                  | -       | -      | 23      | 6      |
| IFK Värnamo        | 2022               | Allsvenskan                    | 11      | 0    | -             | -             | -                  | -                  | -       | -      | 11      | 0      |
| IFK Värnamo        | 2023               | Allsvenskan                    | 8       | 1    | 1             | 1             | -                  | -                  | -       | -      | 9       | 2      |
| IFK Värnamo        | Totalt             | Totalt                         | 76      | 17   | 3             | 2             | -                  | -                  | -       | -      | 79      | 19     |
| Gais               | 2024               | Allsvenskan                    | 17      | 1    | 1             | 2             | -                  | -                  | -       | -      | 18      | 3      |
| Totalt i karriären | Totalt i karriären | Totalt i karriären             | 99      | 18   | 4             | 4             | 0                  | 0                  | 0       | 0      | 103     | 22     |